# Vampire: The Masquerade - Bloodlines
Vampire: The Masquerade - Bloodlines er et action-computerrollespil udviklet af Troika Games og udgivet af Activision i 2004.
Det er et selvstændigt værk i rollespilsystemet Vampire: The Masquerades World of Darkness univers fra White Wolf, Inc., der ikke har nogen væsentlig forbindelse til 2000 udgivelsen Vampire: The Masquerade - Redemption udviklet af Nihilistic Software.
Bloodlines bruger Valves Sourcemotor, motoren også brugt til Half-Life 2. Spillet foregår i tidligt 2000s Los Angeles.

## Gameplay
Bloodlines bruger Vampire: The Masquerades form for karakteropbygning, hvor man tildeles points til at distribuere mellem forskellige kompetencer og de specielle vampyrkræfter kaldt "discipliner", der afhænger af hvilken vampyrklan spilleren tilhører. Alt efter hvilke evner man vælger, ændres chancen for succes med en færdighed, f.eks. manipulation under spillets dialog eller brugen af våben.
I Bloodlines kan man vælge mellem at være i førstepersons- og tredjepersonssyns perspektiv, hvor man ser gennem øjnene af eller udefra og lidt bagved figuren.
I modsætning til de fleste computerrollespil, tildeles erfaringspoint ikke for antallet af dræbte fjender. Uanset hvor mange væsner spilleren eliminerer i processen, tildeles de for måden at quests færdiggøres på, hvor kreative løsninger belønnes med ekstra point, hvilket tilskynder spilleren til at fuldføre quests på kreative måder og øger spillets replay værdi.
Spillets historie ændres alt efter hvilke valg man foretager. Dog ændres spillets grundlæggende hovedhistorie ikke, og alle de centrale missioner er man stadig nødt til at afslutte. For eksempel, hvis spilleren beslutter sig for at holde med Anarchs, vil man stadig være nødt til at adlyde byens "Prince" LaCroix, for at opretholde illusionen om at være loyal. Sådanne tidligere valg kan påvirke hvilke tilhørsforhold, der er tilgængelige nær slutningen af spillet, hvor karakteren skal vælge hvordan historien ender.

## Handling
Spillet begynder med at spillerens karakter dør og omdannes til vampyr i slutningen af oktober 2004. Handlingen kredser omkring en mystisk arkæologisk artefakt kaldet "Ankara sarkofagen", der menes at indeholde en gammel vampyr (Antediluvian) i den såkaldte torpor-tilstand. Da de forskellige fraktioner i Los Angeles konspirerer for at opnå dette artefakt, eller at forpurre hinandens forsøg på at gøre det, skal spilleren beslutte hvem man kan stole på; Prince Sebastian LaCroix, Regent Maximillian Strauss, de såkaldte Anarchs, Kuei-Jin, eller spillerens egen karakter.

## Historie

### Produktion
Troika Games begyndte officielt arbejdet på spillet i november 2001, men den næsten tre år lange produktionscyklus var plaget af mange problemer. Fordi Valves arbejde med modstandernes kunstig intelligens ikke var færdig i tide til pressemødet, skrev Troika deres egne Ai-rutiner, der ikke virkede lige så godt som dem Valve udviklede. I starten forsøgte Troika at lave en multiplayerdel og baner, men lykkedes ikke og til sidst blev funktionen opgivet. Den oprindelige hold blev udskiftet midtvejs gennem projektet, hvilet forårsagede de fleste baner og dialoger helt blev revideret.
Da Troika ikke havde afsluttet en spilbar Santa Monica-bane med kamp og brugen af disciplinerne, der mødte Activisions tilfredshed efter mere end to års udvikling tid, tog de flere skridt til få projektet afsluttet. Først blev budgettet øget til at tilføje Troikas anden udviklingsteam til projektet i marts 2004, efter at de havde afsluttet arbejdet med The Temple of Elemental Evil. Dernæst sendte Activision spillets producer og to testere til at arbejde hos Troika indtil spillet blev afsluttet. Endelig fastsattes der en deadline den 15. september for Troika til at producere en Code Release Candidate, der er en funktionel version, der ikke i sin endelige form, og dermed salgbar.
Ved spillets udgivelse november indholdt det stadig flere bugs, men ingen blev vurderet til at være alvorlig nok til yderligere at forsinke udgivelsen af spillet.

### Support
Activision udarbejdede en liste over problemer, kunderne havde rapporteret til sin kundeservice og forskellige Vampire hjemmesider. Og autoriserede derefter Troika at benyttet en uge til at skabe en patch til at løse de mest alvorlige problemer. Imidlertid havde Troika haft en manglende evne til at finde indtægter til et andet projekt, der allerede havde gjort det nødvendigt at afskedige alle sine medarbejdere i to bølger, med undtagelse af de tre ejere: Jason Anderson, Leonard Boyarsky og Tim Cain. På trods af dette, fortsatte flere medarbejdere med at arbejde uden løn på Version 1.2., der efter tre uger blev udgivet den 22. december 2004. Efter at Troika lukkede, er fans af spillet selv begyndt at udgive ny patchs, som afhjælper forskellige problemer og tilføjer nyt materiale.

### Musik
Det originale instrumentalmusik til spillet blev skrevet af Rik Schaffer. Soundtracket indeholdt ni numre af kunstnere som Daniel Ash, Chiasm, Tiamat, Darling Violetta, Genitorturers, og Lacuna Coil. Sangen "Bloodlines", der er en revideret udgave af sangen "So What" fra albummet The Mind Is a Terrible Thing to Taste, er særligt skrevet til spillet af Ministry.
| trackliste | trackliste     | trackliste                                                 | trackliste               | trackliste | trackliste | trackliste | trackliste | trackliste | trackliste |
| #          | Titel          | Sangskriver(e)                                             | Artist                   | Længde     |            |            |            |            |            |
| ---------- | -------------- | ---------------------------------------------------------- | ------------------------ | ---------- | ---------- | ---------- | ---------- | ---------- | ---------- |
| 1.         | "Bloodlines"   | Al Jourgensen                                              | Al Jourgensen / Ministry | 7:16       |            |            |            |            |            |
| 2.         | "Come Alive"   | Daniel Ash                                                 | Daniel Ash               | 5:55       |            |            |            |            |            |
| 3.         | "Cain"         | Johan Edlund                                               | Tiamat                   | 5:27       |            |            |            |            |            |
| 4.         | "Swamped"      | Marco Coti Zelati, Cristina Scabbia og Andrea Ferro        | Lacuna Coil              | 4:02       |            |            |            |            |            |
| 5.         | "Isolated"     | Emileigh Rohn                                              | Chiasm                   | 5:17       |            |            |            |            |            |
| 6.         | "Needle's Eye" | F.G. Reiche                                                | Die My Darling           | 3:55       |            |            |            |            |            |
| 7.         | "Pound"        | J. Blackwell, H. Cummings, S. Smith, C. McCall og M. Wolfe | AERIAL2012               | 5:32       |            |            |            |            |            |
| 8.         | "Lecher Bitch" | Jennifer Vincent, David Vincent og Vincent Saletto         | Genitorturers            | 4:15       |            |            |            |            |            |
| 9.         | "Smaller God"  | C. Elen, J. Thomas, og S. McManus                          | Darling Violetta         | 4:25       |            |            |            |            |            |
| 46:04      |                |                                                            |                          |            |            |            |            |            |            |

## Modtagelse
Gamereactor kaldte spillet en "Glimrende portrættering af den dystre underverden, vi kender fra rollespilsbøgerne." men at "Kampsystemet er en anelse uinspireret set i lys af spillets resterende høje niveau." og gav derfor spillet 7 ud af 10. Og på Metacritics hjemmeside fik spillet 80 i den gennemsnitlige score.